# ジャパンカップサイクルロードレース2011
ジャパンカップサイクルロードレース2011は、ジャパンカップサイクルロードレースの20回目のレース。2011年10月22日、10月23日の両日開催された。

## 結果

### ジャパンカップサイクルロードレース
- 10月23日（日） 宇都宮市森林公園 151.3km UCIアジアツアー1.HC[1][2]

| 順位 | 選手名                         | 国籍           | チーム                               | 時間          |
| ---- | ------------------------------ | -------------- | ------------------------------------ | ------------- |
| 1    | ネイサン・ハース               | オーストラリア | ジェネシス・ウェルスアドヴァイザーズ | 4時間08分35秒 |
| 2    | 西谷泰治                       | 日本           | 愛三工業レーシングチーム             | 同            |
| 3    | 佐野淳哉                       | 日本           | ダンジェロ&アンテヌッチ - NIPPO      | 同            |
| 4    | ダミアーノ・クネゴ             | イタリア       | ランプレ・ISD                        | 同            |
| 5    | 畑中勇介                       | 日本           | シマノレーシング                     | 同            |
| 6    | マヌエーレ・モーリ             | イタリア       | ランプレ・ISD                        | +02秒         |
| 7    | ダミアーノ・カルーゾ           | イタリア       | リクイガス・キャノンデール           | 同            |
| 8    | 清水都貴                       | 日本           | チーム・ブリヂストンアンカー         | +04秒         |
| 9    | クリスティアーノ・サレルノ     | イタリア       | リクイガス・キャノンデール           | +07秒         |
| 10   | イヴァン・バッソ               | イタリア       | リクイガス・キャノンデール           | +09秒         |
| 11   | 新城幸也                       | 日本           | 日本ナショナルチーム                 | 同            |
| 12   | 宮澤崇史                       | 日本           | 日本ナショナルチーム                 | +30秒         |
| 13   | 西薗良太                       | 日本           | シマノレーシング                     | 同            |
| 14   | 福島晋一                       | 日本           | 日本ナショナルチーム                 | 同            |
| 15   | 土井雪広                       | 日本           | 日本ナショナルチーム                 | 同            |
| 16   | ヴィンチェンツォ・ガロッファロ | イタリア       | マトリックス・パワータグ             | 同            |
| 17   | 品川真寛                       | 日本           | 愛三工業レーシングチーム             | 同            |
| 18   | グスタフ・ラーション           | スウェーデン   | チーム・サクソバンク - サンガード    | 同            |
| 19   | アンドレイ・ミズロフ           | カザフスタン   | アスタナ・チーム                     | 同            |
| 20   | アレクサンドル・シュシェモイン | カザフスタン   | アスタナ・チーム                     | 同            |

山岳賞
- 3周目 - 初山翔（宇都宮ブリッツェン）
- 6周目 - 青柳憲輝（シマノレーシング）
- 9周目 - スティール・ヴォン・ホフ（ジェネシス・ウェルスアドヴァイザーズ）

アジア最優秀選手賞
- 西谷泰治（愛三工業レーシングチーム）

U23最優秀選手賞
- ネイサン・ハース（ジェネシス・ウェルスアドヴァイザーズ）

### ジャパンカップクリテリウム
- 10月22日（土） 31.0km[3][4]

| 順位 | 選手名                   | 国籍           | チーム                               | 時間     |
| ---- | ------------------------ | -------------- | ------------------------------------ | -------- |
| 1    | スティール・ヴォン・ホフ | オーストラリア | ジェネシス・ウェルスアドヴァイザーズ | 42分39秒 |
| 2    | ダヴィデ・チモライ       | イタリア       | リクイガス・キャノンデール           | 同       |
| 3    | デヴィッド・タナー       | オーストラリア | チーム・サクソバンク - サンガード    | 同       |
| 4    | 辻善光                   | 日本           | 宇都宮ブリッツェン                   | 同       |
| 5    | チャールズ・フフ         | アメリカ合衆国 | ジェリーベリー・ケンダ               | 同       |
| 6    | マヌエーレ・モーリ       | イタリア       | ランプレ・ISD                        | 同       |
| 7    | マリウシュ・ヴィエシアク | ポーランド     | マトリックス・パワータグ             | 同       |
| 8    | 鈴木譲                   | 日本           | シマノレーシング                     | 同       |
| 9    | 宮澤崇史                 | 日本           | 日本ナショナルチーム                 | 同       |
| 10   | 西谷泰治                 | 日本           | 愛三工業レーシングチーム             | 同       |

スプリント賞
- 5周目 - 辻善光（宇都宮ブリッツェン）
- 10周目 - 吉田隼人（ 日本ナショナルチーム）
- 15周目 - 別府史之（クリテリウム・スペシャルチーム）

### その他のレース
オープン女子
| 順位 | 選手名     | 国籍 | チーム               | 時間          |
| ---- | ---------- | ---- | -------------------- | ------------- |
| 1    | 西加南子   | 日本 | LUMINARIA            | 1時間20分18秒 |
| 2    | 上野みなみ | 日本 | 鹿屋体育大学         | +02秒         |
| 3    | 針谷千紗子 | 日本 | サイクルベースあさひ | +06秒         |

チャレンジレース(優勝者名のみ)
- 男子1組 - 本柳隆志 42分14秒
- 男子2組 - 中嶋勇貴 41分48秒
- 女子 - 山口英子 48分19秒